# Gnetum urens
Espèce
Statut de conservation UICN

 LC  : Préoccupation mineure
Synonymes
- Gnetum leyboldii var. woodsonianum Markgr.
- Gnetum melinonii Benoist
- Gnetum thoa Brongn.
- Thoa urens Aubl. - Basionyme[2]

Gnetum urens est une espèce de liane néotropicale, appartenant à la famille des Gnetaceae.
On le connaît sous le nom générique de Bell bird's heart (créole du Guyana), Towauri (Venezuela), Itua, Cipo-Itua (Portugais).

## Description
Gnetum urens est une liane élancée à brindilles minces et lisses et à écorce lisse, gris clair à brun clair. Un exsudat de couleur crème perle des tiges coupées.
Les feuilles de forme elliptique mesurent jusqu'à 12(–15) cm par 6(–8) cm et sont de couleur vert jaunâtre, minces. Elles fléchissent abruptement (chez les plantes vivantes), sont cartacées à rarement subcoriacées, avec un apex aigu à acuminé, une base inégalement obtuse, et elles sont soutenues par un pétiole long de 8 mm.
On compte quatre à six nervures secondaires, de part et d'autre de la nervure médiane, droites et se rencontrant loin de la marge.
Le limbe est finement strié par des fibres sous-épidermiques denses, de sorte que la face supérieure apparaît brillante et soyeuse, tandis que la face abaxiale semble terne et sculptée (des nervures tertiaires sont sombres, et les nervures primaires et secondaires sont proéminentes et très étroites sur la face abaxiale : moins d'1 mm de large).
La partie fertile est composée de colliers de bractées avec les unités reproductrices ultimes fermées.
Les axes mâles microsporangés, sont peu ramifiés, plutôt lâches avec des entre-nœuds principaux longs, et des entre-nœuds courts (1 à 2 mm) pour les unités fertiles en forme de coupe avec marge incurvée ; les « fleurs mâles » à microspores dépassant à peine le périanthe.
Les axes femelles producteurs d'ovules, sont rarement ramifiés.
On distingue une partie avec des « fleurs femelles » stériles minuscules, cylindriques, espacées entre elles jusqu'à 10 mm, et une partie avec des « fleurs femelles » fertiles, courtement acuminé, espacées entre elles de 3 mm, dépassant du périanthe de ¹⁄₂ mm.
A maturité, ses graines sont jaunes à rouges, brillantes, de forme oblongoïde à légèrement obovoïde, souvent avec un anneau basal en forme de bouton, fortement mucronée à l'apex, mesurant 35-40 mm de long par 18-20 mm de diamètre, avec la couche externe mince et fibreuse, et la couche interne cartacée,,,.

### Protologue
En 1775, le botaniste Aublet propose le protologue suivant pour Thoa urens (basionyme de Gnetum urens) : 
« THOA urens. (Tabula 336.) 

Frutex trunco tortuoso, decem-pedali ; ramos tortuosos, scandentes, emittente, suprà arbores, eciam proceras, sparsos. Folia opposita, ovata, acuta, glabra, integerrima, brevi petiolata. Flores axillares & terminales. Suprà corticem trunci, reperitur gummi genus luteum, translucidum. 
Floret, fructumque sert variis anni temporibus.
Habitat in ſsylvis Guianæ. 
Nomen Caribæum THOA. 

Accedere videtur ad Ula. H.Malab.l.7.pag.41.tab.2. »

« LE THOA piquant. (PLANCHE 336.)
Le tronc de cet arbrisseau est noueux, tortueux : il s'élève à dix pieds environ, sur six pouces de diamètre. Son écorce est ridée, gersée & grisâtre. Son bois est blanc & spongieux ; à mesure que ce tronc s'allonge, il pousse des branches sarmenteuses & noueuses, qui se répandent sur le tronc des arbres, & sur leurs branches. De chaque nœud sortent des rameaux noueux, opposés, garnis de deux feuilles opposées, lisses, vertes, entières, ovales, terminées par une pointe aiguë. Les plus grandes ont cinq pouces & demi de longueur, sur environ trois de largeur. 
De l'aisselle des feuilles, & à l'extrémité des rameaux, naissent des épis de fleurs mâles, qui ont à leur naissance, de chaque côte, une fleur femelle. l'épi de fleur mâle est noueux ; chaque nœud est articule l'un au dessus de l'autre, & va toujours en diminuant de grosseur. Les fleurs mâles sont composées de plusieurs étamines placées sur chaque nœud. Leurs filets sont courts, très grêles. Les anthères sont jaunes, très petites. 
La fleur femelle est un ovaire oblong, arrondi, surmonté d'un très petit style terminé par un stigmate à trois ou quatre petites éminences arrondies. Ces deux fleurs n’ont point de calice, ni de corolle. l'épi de fleur mâle tombe. Il avorte quelquefois un ovaire. 
L'ovaire devient une capsule lisse & roussâtre, à une seule loge. Lorsqu'on enlève la première écorce de cette capsule, on trouve une substance sèche, composée de poils roides, couchés, qui se détachent facilement les uns des autres, & pour peu qu'il en tombe sur la peau, ils causent une grande démangeaison. Sous cette substance est une cosse fragile qui contient une amande à deux cotylédons, dont la peau est roussâtre. Cette amande, bouillie ou grillée, est bonne à manger. Les Marays, espèce de coq-d'Inde, & les Hocos, espèce de Faisans, se nourrissent de ce fruit qu'ils avalent tout entier. 
Cet arbrisseau est nommé THOA par les Galibis. 
Les fleurs & les fruits sont représentés de grandeur naturelle.
Lorsqu'on entame l'écorce & les branches, il en suinte une liqueur claire & visqueuse, qui, en se desséchant, forme une gomme transparente ; on en trouve souvent des morceaux attachés au tronc & aux branches. lorsqu'on coupe le tronc ou les grosses branches, il en découle abondamment une liqueur aqueuse, claire & transparente, que l'on peut boire dans le besoin, faute d'eau ; elle n'a aucun goût. 
J'ai trouvé cet arbrisseau dans les forêts de la Guiane en différents quartiers, à Oyac & à Orapu, aux environs de la montagne Serpent, à Courou & autres lieux. 
II est presque toujours en fleur ou en fruit. 
Cet arbrisseau a du rapport avec l'arbre décrit & figure dans l’Hortus Malabaricus, lib. 7. pag. 41 . tab. 2. où il est nommé ULA. »

— Fusée-Aublet, 1775.

## Répartition
Gnetum urens est présent du Venezuela (Bolivar et Amazonas) au nord du Brésil, en passant par le Guyana, le Suriname et la Guyane,.

## Écologie
Gnetum urens pousse dans les forêts inondées et les basses vallées fluviales, jusque près de la côte, les marais d'eaux noires, et les tepuis, autour de (0)500–1 700 m d'altitude,. En Guyane, il est relativement commun dans le couvert forestier, et produit ses graines en mai-août.

## Utilisations
L'amande de Gnetum urens est comestible cuite ou grillée.
Les Palikur de Guyane, de même que diverses populations amérindiennes d'Amazonie, consomment les graines grillées de divers Gnetum. Au Venezuela, on les consommes bouillies ou rôties.